# Антоній (Романовський)
Митрополит Антоній (у світі Василь Романовський; 6 (18) березня 1886, село Савинці, Миргородський повіт, Полтавська губернія — 7 листопада 1962, Ставрополь) — єпископ Російської православної церкви, митрополит Ставропольський та Бакинський.

## Дитинство та освіта
Народився 6 (18) березня 1886 року в багатодітній родині сільського псаломщика. Рано втратив батька. Змалку виявив особливу любов до читання духовної літератури.
Закінчив церковно-парафіяльну школу, Лубенське духовне училище та Полтавську духовну семінарію.
У 1909 році вступив до Київської духовної академії. 13 серпня 1911 року, будучи студентом другого курсу, у Ближніх печерах Києво-Печерської лаври пострижений у чернецтво з ім'ям Антоній на честь преподобного Антонія Печерського, а через 2 дні — на престольне лаврське свято Успіння Пресвятої Богородиці — рукопопій. 15 серпня 1912 — в ієромонаха. 10—11 листопада 1912 року у Свято-Духівській церкві Братського монастиря разом зі студентом КДА ієродияконом Нектарієм (Трезвинським) відслужив «ідеальну всенічну». У 1913 році, захистивши дисертацію на тему «Аскетика святого Василя Великого», закінчив Київську духовну академію зі ступенем кандидата богослов'я та «зарахуванням до другого розряду».

## Служіння у Грузії
З 9 липня 1913 року — викладач основного, догматичного, морального богослов'я та дидактики у Тифліській духовній семінарії. Завідував зразковою школою під час семінарії. Серед його учнів був майбутній католикос-патріарх всієї Грузії Єфрем II, який зберіг з ним добрі стосунки і через 40 років відвідував у Ставрополі свого вчителя.
Після проголошення у 1917 році автокефалії Грузинської церкви та націоналізації духовних навчальних закладів Грузинського екзархату викладав у російській духовній семінарії у Тифлісі до її закриття у 1921 році. У цей же період був благочинним російських монастирів Грузії, з 1921 проживав у російському монастирі поблизу гірського селища Ахкерпі на кордоні Грузії та Вірменії.
30 листопада 1924 року в церкві Преображення Господнього в Каретному ряду в Москві висвячений патріархом Тихоном і митрополитом Петром (Полянським) в єпископа Ериванського з призначенням керуючим Сухумською єпархією. Очолював російські монастирі та парафії в Закавказзі, які не підкорялися самопроголошеному католикосату.

## Сповідницький шлях
У січні 1927 року заарештований за статтею 58 і поміщений до Бутирської в'язниці. Засланий до Марійської республіки на два роки (у цей період значився на спокої).
З 27 лютого 1929 року по 3 січня 1930 року — останній єпископ Донський. Проживав у орендованій квартирі на околиці міста Шахти. Заарештований за статтею 58 і відправлений до Вішерських таборів. У 1933 році звільнений достроково, ніс подвиг пустельнопроживання в Худжабському Іверському скиту поблизу гірського селища Ахкерпі на кордоні Грузії та Вірменії.
У 1935 році згадує як «єпископ Ставропольский і Донський», але у управління даними єпархіями не вступав. C 8 грудня 1935 року по 26 листопада 1936 року — єпископ Сталінградський. Успішно протидіяв обновленцям, вплив яких на Дону, на Північному Кавказі і у Нижньому Поволжжі був вельми великим. Арештований по статті 58, відбував строк у Карагандинских таборах, з грудня 1941 року по липень 1942 року — у тюрмі № 2 Астрахані (з 1937 року вважав звільненим на спокій).
5 квітня 1943 року звернувся з листом до Місцеблюстителя Патріаршого Престолу митрополиту Сергія (Страгородського), де повідомляв, що з липня 1942 перебуває «в домашніх умовах» у Саратові, і просив призначення в якусь південну єпархію.

## Роль у відновленні євхаристичного спілкування Російської та Грузинської Церков
На момент інтронізації Патріарха Московського і всієї Русі Сергія 12 вересня 1943 року єпископ Антоній (Романовський) проживав у Тбілісі у знайомих російських ченців. 14 вересня прибув літаком до Москви. Того ж дня Патріарх Сергій отримав телеграму Католікоса-Патріарха всієї Грузії Каллістрата з привітанням з нагоди інтронізації та висловленням сподівання на впорядкування відносин між Церквами. Рішення Священного Синоду при Патріарху Московському і всієї Русі (протокол № 1) Антоній призначений на Ставропольську кафедру зі зведенням в сан архієпископ і дорученням від Патріарха Сергія підготувати питання про відновлення євхаристійного спілкування з Грузинська Православна Церква, перерваного після проголошення автокефалія останній.
2 жовтня прибув до Ставрополя, а до свята Покрови Пресвятої Богородиці виїхав до Грузії. 31 жовтня 1943 р. у Сіонському кафедральному соборі від імені Російської Православної Церкви вперше з 1917 року відслужив спільну Божественну літургію з Католікосом-Патріархом Калістратом. Прибувши до Москви, доповів Патріарху Сергію і Священному Синоду про свої переговори в Тбілісі, які завершилися спільним євхаристичним служінням. Заслухавши доповідь, 10 листопада 1943 року Священний Синод під головуванням Патріарха Сергія виніс ухвалу, в якій, зокрема, говорилося: «Визнати молитовне та євхаристичне спілкування між обома автокефальними Церквами-Сестрами, Російською та Грузинською, до нашої спільної радості відновленим».

## Служіння на Ставропольській кафедрі
14 вересня 1943 призначений архієпископом Ставропольським і П'ятигорським. Ще до його приїзду на кафедру почався поступовий процес переходу обновленських храмів під омофор новообраного Патріарха Сергія (Страгородського). Деякі парафії Рождественського, Преградненського і Благодарненського районів Ставропольського краю заявили про перехід в Патріаршу юрисдикцію, а також зажадали замінити обновленських священнослужителів на канонічних.
Після смерті патріарха Сергія, 26 травня 1944 року синодальним рішенням був призначений на Миколаївську та Херсонську кафедру, але на наполегливі прохання 6 вересня 1944 року Священний синод скасував своє рішення і залишив архієпископа Антонія на Ставропольській кафедрі. Був учасником Помісного собору 1945 року. 27 лютого 1945 року здійснив возз'єднання з Російською православною церквою оновленців Північного Кавказу. З травня 1945 — архієпископ Ставропольський і Бакинський.
На 14 років (з 1946 по 1960) відродив Ставропольську духовну семінарію. У звіті навчального комітету про її ревізії зазначалося: «Архієпископ Антоній близький до життя Семінарії, жваво цікавиться ним і занурюється у всі куточки семінарського життя… Його увага спрямована переважно на поглиблення в Семінарії пастирського, аскетичного настрою, він ворог будь-якої розкоші, всіх витрат на зовнішній, показний бік… Сам Архієпископ живе на очах у всіх, у дуже скромних побутових умовах; його приклад наслідують Ректор та Інспектор. На цих життєвих прикладах вихованці Семінарії привчаються до скромного життя, яке чекає їх у майбутній пастирській діяльності». У проповіді на ювілей семінарії говорив: «Окрасою духовної школи повинні бути не будівлі та обстановка, не показний блиск і зовнішній ефект, а дух навчального закладу, релігійність, скромність, працьовитість вихованців, їхня ціла відданість справі Христової». Вирощене ним покоління духовенства забезпечувало діяльність парафій Північнокавказького регіону понад чверть століття.
Як свідчив митрополит Гедеон (Докукін), який закінчив у ті роки Ставропольську духовну семінарію, «він був людиною непростою, зовні навіть суворою, але під неприступною зовнішністю ховалася добра душа дбайливого батька… Владика Антоній намагався встигнути скористатися тією недовгою віддушиною, зміцнити в нас, тоді зовсім молодих священиків, віру». Допомагаючи іншим і духовно, і матеріально, він іноді відмовляв навіть у необхідному. Очоливши одну з найбагатших на той момент єпархій Російської православної церкви, архієпископ Антоній зберіг особисту невибагливість людини, що пройшла сталінські табори, — навіть радянські працівники, що негативно ставилися до нього, помічали скромність його побуту. Наприклад, уповноважений писав у секретній характеристиці на архієпископа: «…В особистому житті жодних надмірностей немає. Живе в маленькій кімнатці поряд з канцелярією єпархії, ця кімната є і їдальнею. Робочий кабінет, він же й приймальня, — теж маленька кімната, в якій важко міститься письмовий стіл і два стільці». Після смерті все його майно вмістилося в одну валізу.

## Смерть та поховання
Хворів на рак печінки.
25 лютого 1962 року зведений у сан митрополита. Останнє богослужіння відправив 12 липня того ж року, на свято святих первоверховних апостолів Петра та Павла.
Помер 7 листопада 1962 року в Ставрополі. Відспівування здійснили митрополит Краснодарський та Кубанський Віктор (Святін) та єпископ Астраханський та Єнотаєвський Павло (Голишев). Влада заборонила ховати його в церковній огорожі, понад сорок років покоїлася на Данилівському цвинтарі Ставрополя.
30 вересня 2004 року останки митрополита Антонія були перепоховані у некрополі Свято-Андріївського собору Ставрополя.